# Bancofullmäktiges rum
Bancofullmäktiges rum, emellanåt kallat bankofullmäktigesalen, är ett rum i Sveriges riksdag som ligger i Västra riksdagshuset. Enligt Riksdagsförvaltningen anses rummet enligt många vara riksdagens vackraste. När Västra riksdagshuset tillhörde Sveriges riksbank höll Bankofullmäktige sammanträden i rummet. Därefter har rummet bland annat använts när Sveriges riksdags talman har tagit emot utländska gäster.